# Александър Козаров
Александър Козаров е български учител, юрист и общественик.

## Биография
Роден е на 1 ноември 1856 г. в Сливен. Учи гимназия в Кенигрец, Чехия и в Шрунто, Австрия, а след това естествени науки във Виена. Издържан е от Сливенската община и Добродетелната дружина. След завръщането си в България преподава физика, геометрическо чертане, естествена история, анатомия и физиология и хигиена в Девическата гимназия в Стара Загора. През 1880-те години е и неин директор. През това време издава книгата „Домакинство“, която е предназначена за ученичките от средните девически училища. Автор е на статии, в които обръща внимание на физическото възпитание като основа на умственото и нравственото. Обзавежда училището с уреди, а през 1887 г. създава малка метеорологична обсерватория. През 1883 г. е един от основателите на Книжовното дружество „Знание“ и един от редакторите на списание „Знание“. Член е на окръжния съвет в града до Съединението. Учителства във Варна и София. От 1889 г. е училищен инспектор в Стара Загора. През 1898 г. завършва право в Софийския университет. В периода 1899 – 1901 г. е деиректор на Народната библиотека. От 1902 до 1908 г. е председател на настоятелството на Дружество „Театър“ и член на „Родителската дружба“ в Стара Загора. През 1907 – 1910 г. е учител по естетвена история и директор на Мъжката гимназия „Иван Вазов“. Членува в дружеството „Добрий Самарянин“. В периода 1910 – 1912 г. учи право в Брюкселския нов университет. Завършва с докторат по политико-икономически науки. Работи като търговски консул в Атина и Солун, началник е на канцеларията на Народното събрание и юрисконсулт в Община Варна. Дарител е на икони на храм „Св. Димитър“ в Стара Загора. Умира на 10 август 1933 г. в София.